# Maisonnais
Maisonnais település Franciaországban, Cher megyében. Lakosainak száma 228 fő (2022. január 1.). Maisonnais Beddes, Le Châtelet, Ids-Saint-Roch, Rezay, Saint-Pierre-les-Bois, Touchay és Vicq-Exemplet községekkel határos.

## Népesség
A település népessége az elmúlt években az alábbi módon változott:
| Lakosok száma | 389  | 276  | 239  | 216  | 235  | 238  | 239  | 240  | 236  | 228  |
|               | 1968 | 1982 | 1990 | 2006 | 2013 | 2015 | 2017 | 2019 | 2020 | 2022 |